# Історія Європейської спільноти (1958-1972)
Історія Європейських Співтовариств між 1958 та 1972 роками ознаменувалася раннім розвитком Європейських Співтовариств. До Європейського співтовариства вугілля та сталі (ЄВС) щойно приєдналися Європейське співтовариство з атомної енергії (Євратом) та Європейське економічне співтовариство (ЄЕС), останнє з яких незабаром стало найважливішим. У 1967 році установи ЄЕС взяли під контроль дві інші, а Комісія ЄЕС провела свої перші повноваження під керівництвом Галстайна та Рея.
У 1958 р. було створено Комітет постійних представників (COREPER). 19 березня Парламентська асамблея (замінивши Загальну асамблею) зібралася вперше для всіх трьох громад і обрала Роберта Шумана своїм президентом . 13 травня члени вперше засідали відповідно до політичної, а не національної відданості.

## Де Голля та ЄАВТ
У 1960 році «зовнішня сімка» (Австрія, Данія, Норвегія, Португалія, Швеція, Швейцарія та Сполучене Королівство) заснувало Європейську асоціацію вільної торгівлі в Стокгольмі, яка набула чинности 3 травня того ж року. У наступні два роки Сполучене Королівство, Ірландія, Данія та Норвегія подали заявку на членство в Співтовариствах, тоді як нейтральні країни Австрія, Швеція та Швейцарія попросили угоди про економічну асоціацію. Заявку на членство було призупинено через протидію тодішньому президенту Франції Шарлю де Голлю членству Сполученого Королівства, вважаючи його троянським конем для впливу США.
Ще одна криза спровокувала пропозиції щодо фінансування Єдиної сільськогосподарської політики, яка набула чинності в 1962 році. Закінчився перехідний період, коли рішення приймалися одностайно, і набуло чинності голосування більшістю в раді. Опозиція де Голля наднаціоналізму та страх перед іншими членами, які кинуть виклик CAP, призвели до «політики порожнього стільця», згідно з якою французькі представники були вилучені з європейських інституцій, поки французьке вето не було відновлено. Зрештою, було досягнуто компромісу з Люксембурзьким компромісом 29 січня 1966 року, згідно з яким джентльменська угода дозволяла членам використовувати право вето у сферах національного інтересу.

## Договір про злиття
24 вересня 1963 року учасники досягли угоди про злиття виконавчих органів трьох громад. Через рік домовлено, що єдина "Комісія" матиме дев'ять членів: по два від кожної з великих держав, Франції, Німеччини та Італії, і по одному від кожної з менших держав Бенілюксу: Бельгії, Нідерландів та Люксембургу.
Договір про злиття був підписаний 8 квітня 1965 року і набув чинності 1 липня 1967 року, об'єднавши всі три Співтовариства із спільними інститутами. Головою першої комісії був Жан Рей, призначений 6 липня того ж року (Комісія Рея).

## Перше розширення
Терни, з якими зіткнулися іспанське питання про приєднання 1964 року та режим полковників у Греції з квітня 1967 року, викликали деяке збентеження та самоаналіз в рядах Співтовариства, і Велика Британія повторно подала свою заявку 11 травня 1967 року. У 1969 році зміна президентства Франції на Жоржа Помпіду спричинила зміни, коли Франція відкрилася до вступу Великої Британії. Переговори почалися 30 червня 1970 року, у Великій Британії це було під керівництвом консервативного уряду Едварда Гіта. Його проєвропейська адміністрація мала справу з проблемами, пов’язаними зі Спільною сільськогосподарською політикою та відносинами Великої Британії з Співдружністю Націй. Він також повинен був прийняти всі рішення, прийняті після Договору про злиття. Переговори тривали два роки з підписанням договорів про приєднання 22 січня 1972 року. Сполучене Королівство не проводило референдум щодо вступу; результати трьох інших були такими;
- Ірландія – 83,1% «за» (10 травня)
- Норвегія – 46,5% за (25 вересня)
- Данія – 63,3% за (2 жовтня)

Норвегія не змогла ратифікувати з 53,5% проти; вони спробують ще раз у наступні роки, але 1 січня 1973 року лише три країни, що залишилися, приєдналися.